# Hermann von Dremborn
Hermann von Dremborn (auch Drimborn; * 15. Jahrhundert in Aachen; † um 1486 ebenda) war Schöffe und Bürgermeister der Reichsstadt Aachen.

## Leben und Wirken
Hermann von Dremborn stammte von einer wohlhabenden Familie ab, welche mehrere Häuser in bester Innenstadtlage Aachens besaß. Auch er selbst vermehrte den Immobilienbesitz und wurde dann um 1470 erstmals als Mitglied des Schöffenkollegiums erwähnt. In den Jahren 1470, 1473 und 1477 wurde von Dremborn zum Bürgermeister der Freien Reichsstadt Aachen gewählt.
Hermann von Dremborn war verheiratet mit Christine Schanternel, mit der er unter anderem den Sohn und späteren Bürgermeister Johann von Drimborn bekam. Er fand seine letzte Ruhestätte in der Aachener Karmeliterkirche. Nach der Familie wurde in Aachen eine Straße und ein Waldstück benannt, in dem später der Aachener Tierpark Euregiozoo eingerichtet worden ist.